# Göle (district)
Göle is een Turks district in de provincie Ardahan en telt 32.134 inwoners (2007). Het district heeft een oppervlakte van 1399,9 km². Hoofdplaats is Göle.
De bevolkingsontwikkeling van het district is weergegeven in onderstaande tabel.
| 1997   | 2000   | 2007   | 2016   |
| ------ | ------ | ------ | ------ |
| 36.223 | 37.814 | 32.134 | 25.679 |

Net als de naburige districten daalt ook het aantal inwoners in het district Göle.